# Беккариа, Чезаре
Чезаре Беккариа Бонезана, маркиз Гуальдраско и Виллареджо (итал. Cesare Beccaria Bonesana, 15 марта 1738, Милан — 28 ноября 1794, там же) — итальянский мыслитель, публицист, юрист, философ, правовед, экономист и общественный деятель, считающийся одним из величайших представителей итальянского Просвещения, видный деятель Миланской школы Просвещения.

## Биография
Родился в Милане (в то время принадлежавшем Габсбургской империи) в богатой семье миланских патрициев, сын Джованни Саверио ди Франческо и Марии Висконти ди Саличето. По праву первородства унаследовал титул маркиза Бонезана, учился в иезуитском колледже в Парме, в университете в Павии, где 13 сентября 1758 получил степень доктора прав. Увлекался математикой и экономикой. Читал лекции по экономике и праву. С 1770 занимал высокие посты в миланской администрации. Испытал влияние Монтескьё и французских энциклопедистов.
Его внук — выдающийся итальянский писатель Алессандро Мандзони.
Получил всемирную известность благодаря своему основному труду — трактату «О преступлениях и наказаниях» (итал. Dei delitti e delle pene), первое издание которого вышло в 1764 г. Эта небольшая по объёму книга сразу же была переведена на несколько европейских языков, а спустя сорок лет и на русский (1803).
Основную часть экономических сочинений Беккариа составляют доклады, написанные на государственной службе. В 1804 были изданы не публиковавшиеся при его жизни экономические лекции под названием «Начала общественной экономии» (итал. Elementi di economia pubblica).

## Главная книга
В своем сочинении Беккариа ярким, живым языком выразил гуманистические взгляды эпохи Просвещения на систему уголовного правосудия, подвергнув резкой критике феодальный инквизиционный процесс и особенно пытки как неотъемлемый атрибут последнего. Одним из первых в Европе Беккариа выступил за отмену смертной казни и других наиболее жестоких наказаний. Суждения Беккариа о причинах преступности стали одним из отправных пунктов для формирования новой науки — криминологии.

## Значение и признание
Трактат «О преступлениях и наказаниях» имел огромный резонанс в Европе, он существенно повлиял на умы общественности и государственных деятелей того времени, что способствовало проведению первых либеральных реформ правосудия и уголовного права в просвещенных монархиях Австрии, Пруссии, Швеции, Тосканы (отмена пыток, сокращение применения смертной казни, утверждение принципа законности). В 1786 идеи Беккариа легли в основу первого современного уголовного кодекса, который был издан в Тоскане великим герцогом Леопольдом (впоследствии, в 1790—1792, император Леопольд II). В частности, в нём впервые в Европе была полностью упразднена смертная казнь.
В России идеи Беккариа пыталась реализовать Екатерина II, которая даже приглашала его приехать в страну для участия в составлении нового Уложения законов (поездка не состоялась).
За более чем 200 лет, прошедших с момента появления книги Беккариа, его классический труд не утратил своей актуальности и продолжает переиздаваться в России и за рубежом. Он является не только ценным пособием по истории общественно-политической и юридической мысли, но и живым призывом к проведению гуманной и справедливой уголовной политики. К фундаментальным правовым идеям Беккариа обращался Мишель Фуко в книге "Надзирать и наказывать: рождение тюрьмы" (1975).
Й. Шумпетер высоко оценивает экономические сочинения Беккариа и называет его итальянским Адамом Смитом.

## Публикации на русском языке
- Беккариа Ч. О преступлениях и наказаниях. М.: Стелс. 1995. — 304 c. ISBN 5-85496-073-7
- Беккариа Ч. О преступлениях и наказаниях / Сост. и предисл. B. C. Овчинского. — М.: ИНФРА-М. 2004. — 184 с.